# Petra Výtvarová Krausová
Petra Výtvarová Krausová, rozená Výtvarová, (* 10. listopadu 1975 Prostějov) je česká herečka, lektorka, hudebnice a pedagožka.

## Životopis
Narodila se v Prostějově a už odmala chtěla být herečkou. Proto po maturitě šla studovat činoherní herectví na Divadelní fakultu Janáčkovy akademie múzických umění v Brně. Po dokončení studia roku 1998 se rozmýšlela, do jakého divadla půjde. Když v divadelním dokumentu viděla Pavlu Tomicovou, okouzlila jí a rozhodla se pro Klicperovo divadlo v Hradci Králové. I když udělala konkurz až na podruhé, vytvořila zde řadu rolí. Zahrála si například Markétku ve Faustovi, Pastýřku ve hře Pastýřka putující k dubnu, anebo Ninu Zarečnou v Rackovi. Za rok 2001 obdržela cenu Thálie pro mladého činoherce. V angažmá v Klicperově divadle byla do roku 2005, kdy odešla na mateřskou dovolenou.
Po skončení mateřské už působila na volné noze a v Klicperově divadla jen hostovala. Její první role po vrácení se na královéhradeckou scénu byla dvojrole, a to Hermiona i Perdita v Shakespearově Zimní pohádce. Před kamerou si poprvé zahrála v roce 1999, a to menší roli v seriálu Hříšní lidé města brněnského. Dále si také zahrála ve filmech Ocas ještěrky a Kluci z hor.
Mimo hraní se věnuje i dalším různým věcem. Moderuje různé společenské akce a pořádá přednášky, workshopy a zážitkové semináře. Je lektorkou pohybového programu a facilitátorkou konstelací. Působí jako pedagog na ZUŠ v Náchodě, kde vede literárně-dramatický předmět a individuálně připravuje uchazeče pro studia herectví. Namlouvá i audioknihy. Například namluvila knihu pro děti s názvem Sára, která obdržela Cenu posluchačů v Audioknize roku 2015. Se svým manželem se věnuje skládání a zpívání písní se skupinou CestouTAM a nahrávání různých znělek, upoutávek a zvukových podkresů pro webové aplikace.

## Filmografie
| Rok  | Název                        | Role               | Poznámky                                                            |
| ---- | ---------------------------- | ------------------ | ------------------------------------------------------------------- |
| 1999 | Hříšní lidé města brněnského | služka u Brichtové | televizní seriál, epizoda: „Pekelný stroj“                          |
| 2005 | Redakce                      |                    | televizní seriál, epizoda: „Radioaktivní den“                       |
| 2009 | Ocas ještěrky                | Jindřina sousedka  | film                                                                |
| 2013 | Křižovatky života            |                    | televizní seriál                                                    |
| 2014 | Ordinace v růžové zahradě    | sestra Nesvadbová  | televizní seriál                                                    |
| 2016 | Ohnivý kuře                  |                    | televizní seriál, epizoda: „Sestřenka z Humpolce“ a „Únos“          |
| 2017 | Policie Modrava              |                    | televizní seriál, díl: „Magická síla“                               |
| 2017 | Modrý kód                    |                    | televizní seriál, díl: „Ztracená ledvina“                           |
| 2017 | Život a doba soudce A. K.    | matka Marcely      | televizní seriál, díl: „Nelidskost“                                 |
| 2018 | Kluci z hor                  |                    | film                                                                |
| 2018 | Modrý kód                    |                    | televizní seriál, díl: „Velké váhání“ a „Polojasno“                 |
| 2019 | Modrý kód                    |                    | televizní seriál, díl: „Rovnýma nohama“ a „Zkusíme to ještě jednou“ |